# Меркузал
Меркузал — мощнейший диуретик. В настоящее время не применяют из-за общей токсичности.
Бесцветная или слабо окрашенная прозрачная жидкость щелочной реакции. Химическая формула — C21H26O8N3HgNa.

## Механизм действия
Меркузал является одним из наиболее сильных диуретических средств. Повышение диуреза под влиянием меркузала в основном зависит от его прямого действия на почки. По этому поводу имеются убедительные экспериментальные данные. Во-первых, как показал Govarts, при трансплантации почки собаки, предварительно получавшей препарат типа меркузала, на шею нормальной собаки, не получавшей его, пересаженная почка продолжает выделять повышенное количество мочи, а при трансплантации почки нормальной собаки на шею собаки, которой введён препарат, пересаженная почка повышенного диуреза не даёт. Во-вторых, как показал Bertram, при инъекции меркузала в почечную артерию с одной стороны диурез повышается только в соответствующей почке, а другая почка повышенного диуреза не даёт.
Усиление диуреза при действии меркузала происходит за счёт уменьшения реабсорбции в канальцевом аппарате почек. Опыты на человеке с креатиновой пробой полностью подтверждают такой принцип в действии меркузала.
Меркузал связывает сульфгидрильные (SH) группы ферментных систем почек, в частности сукциндегидраз, вследствие чего процесс реабсорбции в канальцах ослабевает. Доказательством этого служит тот факт, что димеркаптопурины, способные отщеплять SH-группы, резко ослабляют диуретическое действие меркузала. Понижение канальцевой реабсорбции приводит к значительному увеличению выделения ионов хлора и натрия, что влечёт за собой усиление диуреза.
Диуретическое действие меркузала в некоторой степени зависит от экстраренальных факторов. Так, путём понижения гидрофильности тканей меркузал способствует выделению воды из организма.

## Фармакокинетика
Диуретический эффект под влиянием меркузала наступает через 1—2 часа после внутривенного или через 2—4 часа после внутримышечного введения и продолжается 24—48 часов.

## Применение
Меркузал применяют при нефрозах с выраженными отёками, при отёках на почве хронической недостаточности сердца, при застое в системе воротной вены на почве цирроза печени.
Вводят препарат внутримышечно в утренние часы по 0,5—1 мл 1 раз в 4—5 дней. Высшая разовая доза в мышцу 1 мл.
Для усиления диуретического действия меркузала можно пользоваться хлоридом аммония, который назначают по 1—2 г 5 раз в день в облатках или в водном растворе. Хлорид аммония способствует диурезу при действии меркузала, вызывая сдвиг буферной системы организма в кислую сторону.
При отёках сердечного происхождения, кроме меркузала, целесообразно назначать сердечные гликозиды.

## Токсичность и противопоказания
Токсическое действие меркузала определяется ионами ртути, и отравление им протекает так же, как отравление другими соединениями ртути.
Меркузал противопоказан при острых и хронических нефритах, нефросклерозе, амилоидозе почки, острых колитах.